# Altkirchen (Schmölln)

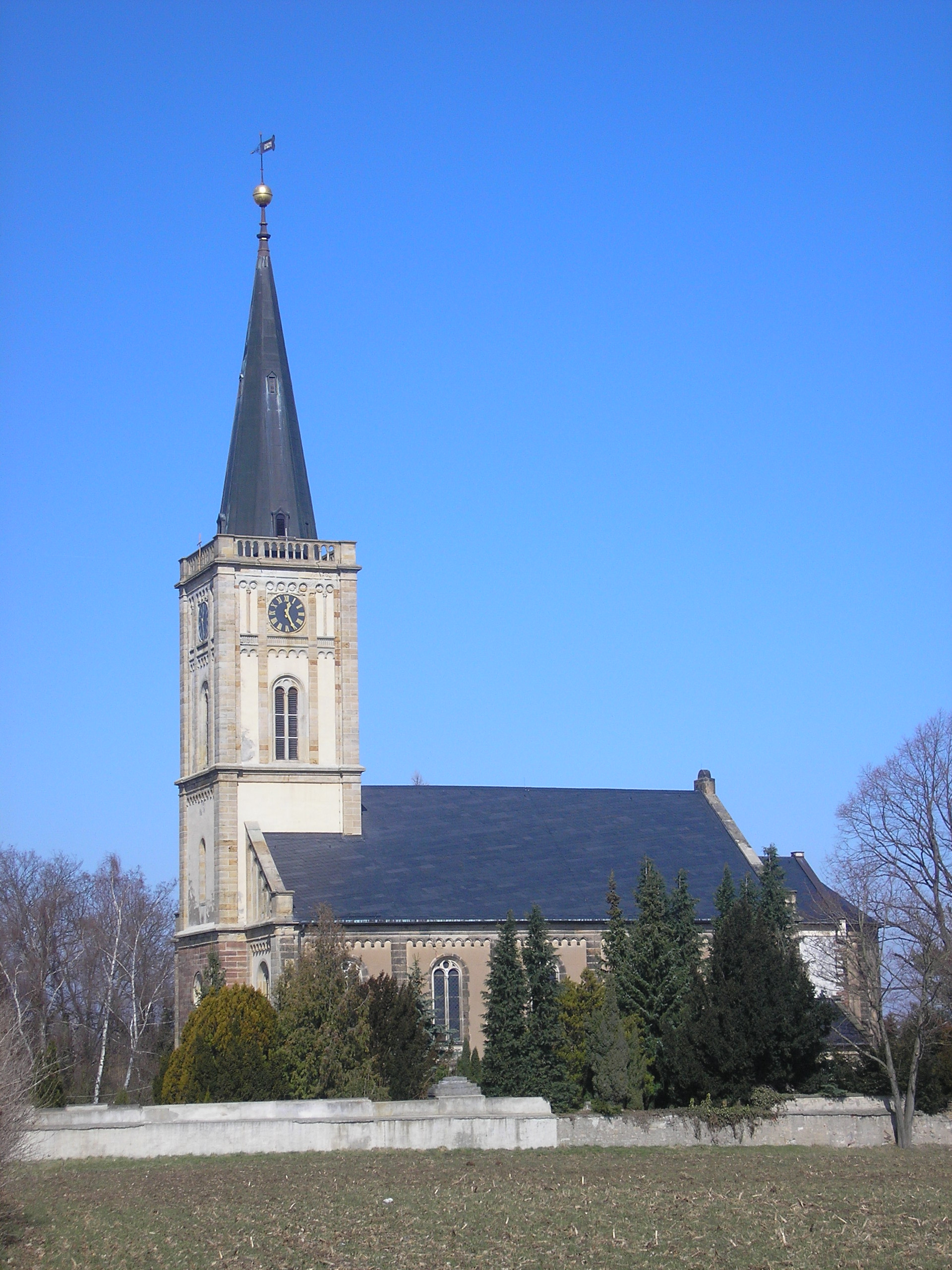
Dorfkirche

Altkirchen ist ein Ortsteil der Stadt Schmölln im thüringischen Landkreis Altenburger Land. Die Gemeinde Altkirchen mit ihren zwölf Ortsteilen wurde am 1. Januar 2019 nach Schmölln eingemeindet.

## Geografie

### Lage
Altkirchen liegt an der Blauen Flut, einem Zufluss der Pleiße.

### Nachbargemeinden
Angrenzende Gemeinden waren die Stadt Altenburg, Dobitschen, Drogen, Göhren, Göllnitz, Nobitz und die Stadt Schmölln.

### Gemeindegliederung
Neben dem Hauptort Altkirchen und den mit ihm verschmolzenen Orten Gnadschütz und Köthenitz gehörten die folgenden Ortsteile noch zu der Gemeinde (in Klammern das Eingemeindungsdatum):
| - Gimmel (1. Juli 1950 zu Trebula) - Gödissa (1. Juli 1950 zu Göldschen) - Göldschen (1. Januar 1957 zu Röthenitz) - Großtauschwitz (1. Juli 1950) - Illsitz (1. April 1938 zu Röthenitz) - Jauern (1. Juli 1950 zu Röthenitz) | - Kleintauschwitz (1. April 1938 zu Röthenitz) - Kratschütz (zu Göldschen) - Nöbden (zu Röthenitz) - Platschütz (1. Juli 1950 zu Trebula) - Röthenitz (25. August 1961) - Trebula (25. August 1961) |

## Geschichte
Eine Kirche wurde in Altkirchen zwischen 1079 und 1089 errichtet und von Bischof Günther von Naumburg geweiht. Nach mehreren Zerstörungen durch Brände wurde sie 1140 durch einen Steinbau ersetzt. Das Patronat über die Kirche wurde von Kaiser Heinrich VI. 1192 dem Marienhospital in Altenburg übertragen, ab 1213 jedoch vom Deutschen Orden ausgeübt, da diesem inzwischen das Marienhospital zugefallen war. Nach der Säkularisation des Ordens wurden dessen Besitzungen 1539 auf Anordnung von Kurfürst Johann Friedrich von Sachsen verkauft. Nachdem dieser jedoch am 24. April 1547 in der Schlacht bei Mühlberg von kaiserlichen Truppen besiegt und gefangen genommen wurde und einen Großteil seines Besitzes an Herzog Moritz von Sachsen abgeben musste, wurde dieser Zwangsverkauf durch einen Befehl des Kaisers Karl V. wieder rückgängig gemacht. Erst 1594 verkaufte der Deutsche Orden seine Besitzungen rund um Altkirchen.
Altkirchen gehörte zum wettinischen Amt Altenburg, welches ab dem 16. Jahrhundert aufgrund mehrerer Teilungen im Lauf seines Bestehens unter der Hoheit folgender Ernestinischer Herzogtümer stand: Herzogtum Sachsen (1554 bis 1572), Herzogtum Sachsen-Weimar (1572 bis 1603), Herzogtum Sachsen-Altenburg (1603 bis 1672), Herzogtum Sachsen-Gotha-Altenburg (1672 bis 1826). Bei der Neuordnung der Ernestinischen Herzogtümer im Jahr 1826 kam der Ort wiederum zum Herzogtum Sachsen-Altenburg. Nach der Verwaltungsreform im Herzogtum gehörte Altkirchen bezüglich der Verwaltung zum Ostkreis (bis 1900) bzw. zum Landratsamt Ronneburg (ab 1900). Das Dorf gehörte ab 1918 zum Freistaat Sachsen-Altenburg, der 1920 im Land Thüringen aufging. 1922 kam es zum Landkreis Altenburg.
Am 1. Juli 1950 wurde die bis dahin eigenständige Gemeinde Großtauschwitz eingegliedert.
Bei der zweiten Kreisreform in der DDR wurden 1952 die bestehenden Länder aufgelöst und die Landkreise neu zugeschnitten. Somit kam die Gemeinde Altkirchen mit dem Kreis Schmölln an den Bezirk Leipzig; jener gehörte seit 1990 als Landkreis Schmölln zu Thüringen und ging bei der thüringischen Kreisreform 1994 im Landkreis Altenburger Land auf. Zu DDR-Zeiten war Altkirchen nicht nur Vorzeigegemeinde des Kreises Schmölln, sondern des gesamten Bezirkes Leipzig.
Seit 1992 gehörte Altkirchen zur Verwaltungsgemeinschaft Altenburger Land. Am 1. Januar 2019 wurde Altkirchen nach Schmölln eingemeindet.

### Einwohnerentwicklung
Entwicklung der Einwohnerzahl (Stand jeweils 31. Dezember):
| - 1994: 1267 - 1995: 1270 - 1996: 1285 - 1997: 1275 - 1998: 1254 - 1999: 1243 | - 2000: 1230 - 2001: 1209 - 2002: 1206 - 2003: 1187 - 2004: 1178 - 2005: 1169 | - 2006: 1116 - 2007: 1112 - 2008: 1074 - 2009: 1060 - 2010: 1061 - 2011: 1080 | - 2012: 1063 - 2013: 1029 - 2014: 1027 - 2015: 1013 - 2016: 998 - 2017: 990 |

Datenquelle: Thüringer Landesamt für Statistik

## Politik
Letzter hauptamtlicher Bürgermeister war seit der Stichwahl am 21. Juni 2015 der parteilose Andy Franke. Er wurde mit einer Mehrheit von 67,0 % der abgegebenen Stimmen und einer Beteiligung von 42,7 % (−23,7 %p) gewählt. Zuvor begleitete Hans-Peter Bugar (parteilos) dieses Amt. Er war bereits zwischen 1994 und 1999 sowie zwischen 2009 und 2015 Bürgermeister. Zwischen 1999 und 2009 war Reinhard Hubert Fritz (CDU) Vorsteher der Gemeinde.
Seit der Kommunalwahl vom 25. Mai 2014 setzt sich der Gemeinderat wie folgt zusammen:
- CDU-Wählergruppe 5 Sitze (38,6 %)
- Bürgerbewegung Altkirchen 7 Sitze (61,4 %)

Die Wahlbeteiligung lag bei 58,0 % (−8,4 %p).

## Kultur und Sehenswürdigkeiten
- siehe auch: Liste der Kulturdenkmale in Schmölln#Altkirchen
- Dorfmuseum Altkirchen: Im Ort wurde bereits 1982 eine Heimatstube aufgebaut, die neben geologischen und archäologischen Objekten auch einige prachtvolle Bauerntrachten aus dem Altenburger Land, landwirtschaftliche und handwerkliche Geräte und naturkundliche Schaustücke zeigt. In den fünf Ausstellungsräumen wird die Geschichte und Tradition des Ortes und der Region anschaulich. Zu den Naturobjekten gehört auch der Göllnitzer Wunderbaum[12] – ein von einem obstbaukundigen Pfarrer durch 329-fache Pflanzenveredelung optimierter Apfelbaum.[13]
- Freibad Altkirchen
- Dorfkirche Altkirchen

## Verkehr
Altkirchen liegt an der Landesstraße 1361, welche die B 7 in Schmölln mit der B 180 in Meuselwitz verbindet. Sie verläuft weiter nach Süden zudem zur Anschlussstelle 61 Schmölln der A 4 in 10 km Entfernung. Über die B 7 gelangt man nach 12 km zur östlichen Anschlussstelle 60 Ronneburg. Altkirchen und einige Ortsteile werden von der Buslinie 351 der THÜSAC bedient, die Dobitschen mit Schmölln verbindet. In letzterem besteht Anschluss an den Schienenverkehr der Mitte-Deutschland-Verbindung.

## Persönlichkeiten
- Joseph Christian Albrecht, (* 1716 in Altkirchen; † 1800 in Dornburg/Saale), Musikschriftsteller und protestantischer Pfarrer
- Florus Kertscher (* 1892 in Gimmel (Altkirchen); † 1966 in Dresden), Agrarwissenschaftler und Agrikulturchemiker